# Jetmotor
Jetmotoren er en relativ gammel opfindelse. Teknologien blev demonstreret af Heron af Alexandria i det 1. århundrede. En Aeolipile var en vandbeholder med to dyser. Ved opvarmning fik dampjetkraften aeolipilen til at rotere. Den mere avancerede motor er ikke mere end små 100 år gammel. Udviklingen af denne opfindelse er til gengæld gået meget hurtigt pga. 2. verdenskrig.
Det sandsynligvis første jetfly blev konstrueret af rumæneren Henri Marie Coandă i 1910. Flyet fløj første gang d. 16. december 1910. Motoren var af thermojettypen.
Den officielle opfinder af turbojetmotoren var Royal Air Force (RAF) testpiloten Frank Whittle. Han fremlagde ideen for RAF allerede tilbage i 1929, og i 1932 fik han bevilget patent på ideen og i 1937 havde han bygget sin første færdige motor. Whittle foretrak at bruge skovlhjul (impeller) som kompressor (radial kompressor), da det ikke kan stalle.
Whittles prototype havde en reaktionskraft på 562 kg, hvilket var en meget større kraft end hvad samtidens propelmotorer kunne generere. Energien er dog intet i sammenligning med nutidens jetmotorer.
Uafhængigt af Whittle var tyskeren Hans von Ohain gået i gang med et lignende projekt. Udviklingsmæssigt befandt han sig bag Whittle meget af tiden, men fordi en af Whittles første motorer ikke kunne styres, overhalede von Ohain ham i udviklingskapløbet. I samarbejde med Ernst Heinkel, en af datiden store flyproducenter, sendte von Ohain sit første jetfly, en Heinkel He 178 med Heinkel HeS 3 motoren, i luften i august 1939, næsten to år før briterne. Von Ohain foretrak flere kompressortrin (aksial kompressor), da det gav et strømlinet, lille motortværsnit. Jetbrændstof kunne, i modsætning til stempelmotorernes højoktan benzin, relativt nemt fremstilles af brunkul, men manglen på holdbare legeringer var de tyske jetmotorers akilleshæl under krigen.

## Hvordan virker jetmotoren
Kort fortalt virker en jetmotor ved, at den accelererer en luftmasse bagud. Ifølge Newtons tredje lov vil den accelererede luftmasse påvirke jetmotoren med en ligeså stor modsat rettet kraft. På dette punkt adskiller den rene jetmotor sig fra propeller: En propel accelererer store mængder luft en smule, mens jetmotoren accelererer mindre mængder luft meget.
For en mere detaljeret forståelse er viden om divergente og konvergente kanaler nødvendigt:
- Divergente kanaler udvides i bevægelsesretningen og det dynamiske tryk (hastighed) omdannes til statisk tryk (traditionelt lufttryk).
- Konvergente kanaler (dyser) indskrænkes i bevægelsesretningen og det statiske tryk omdannes til dynamisk tryk (hastighed).

Luftindtaget er en divergent kanal og ram-effekten vil presse luften ind i kompressoren ved flyvning. Selv om luften er stillestående, vil det for jetmotoren være som om, at luften blæser med flyvehastigheden. Det divergente luftindtag vil omdanne selv tynd luft til tyk luft til kompressoren. På jorden vil motorens kompressor suge luften ind i motoren. På jorden er lufttrykket stort nok til at man kan undvære ram-trykket.
Kompressoren består af adskillige kompressortrin, hvis roterende blade accelererer luften (øger hastigheden). Imellem kompressortrinene er der en lang række af divergente kanaler, der omdanner den nys opnåede hastighed til statisk tryk (lufttryk). 
Den komprimerede luft ledes nu videre til et brændkammer. Her tilføres jetbrændstof, som forbrændes i det større lufttryk. Denne proces producerer en stor mængde varme og luftens volumen udvides betragteligt. Dette giver et forøget tryk, som forsætter ud af brændkammerets agterende, hvor en konvergent kanal omdanner lufttrykket til hastighed.
Efter brændkammeret kommer turbinen. Turbinens få trin består af rotorblade, der tvinges rundt af den udstrømmende gas. Turbinen sidder på samme akse som kompressoren, hvilket gør at kompressoren drives af turbinen. Cirka 80 procent af brændværdien går til at drive kompressoren. Gassen mister hastighed ved at drive turbinebladene, så imellem turbinetrinene er der en lang række af konvergente kanaler, der omdanner gassens tryk til hastighed.
Turbinen er designet til at kunne modstå ret høje temperaturer, samt de store rotationskræfter. Derfor bruges der specielle legeringer og tit blæses der luft igennem turbinebladene, for at nedkøle. 
For at få størst mulig hastighed på udstødningsgassen, inden den forlader motoren, tvinges den til sidst igennem en konvergent kanal, nozzle. Ideelt set vil de varme gasser forlade motoren med den omgivende lufts lufttryk, men med en hastighed højere end flyets hastighed.
Til ekstra acceleration er der på mange kampfly installeret en efterbrænder, der sprøjter brændstof direkte i udstødningen. Varmen antænder brændstoffet og luften får et højere lufttryk. Ved at gøre nozzlen mere konvergent, omdannes det forøgede tryk til hastighed. 
Efterbrænderen bruger meget brændstof, men fordelen er at det skaber en kraftig acceleration, hvilket kan udnyttes ved opsendelse fra hangarskibe, hvor flyet skal i luften på få meter.

## Turbinemotorer
Turbojetmotoren er standard jetmotoren. 
Fordi turbojet-motoren har en meget stor effekt, og er relativt lille og let i forhold til andre jetmotortyper, er den især velegnet til jagerfly eller lignende, som skal kunne accelerere og manøvrere hurtigt. Den rene jetmotor udsender ret varm luft, der er et stort energitab. Samtidig vil den hurtige udstødningsluft buldre mere ved mødet med den omgivende luft. Specielt udformede udstødningsdyser vil iblande luft fra ydersiden af motoren og reducere støjen en smule. Halvtredsernes civile og militære jetfly brugte udelukkende disse motorer, men man er efterhånden overgået til turbofanmotorer.
Turbofanmotoren minder meget om turbojetmotoren, men er bare opbygget med en større kompressor uden på en mindre turbojetmotor. Dette gør, at motoren trækker luft uden om forbrændingen (se tegning). Fordelen ved dette er at energien fra motoren udnyttes bedre, idet kun en mindre del af luften opvarmes. Den lille turbojetmotors sidste turbinetrin driver de store fanblade (ventilatoren), som leverer størstedelen af motorens kraft. Turbofanmotoren er meget mere brændstoføkonomisk og har et meget lavere støjniveau end den rene turbojetmotor. Dette gør den meget velegnet til passager- og fragtfly. Store turbofanmotorer er langsomme til at accelerere og er derfor ikke velegnet til fartøjer, der skal være meget manøvredygtige som jagerfly. Små turbofanmotorer bruges dog i moderne fly – f.eks. F-16-flyet.
Turbopropmotoren har en turbojetmotor, hvis sidste kræfter driver en fri power turbine. Denne driver via en gearkasse en propel. Nedgearingen skyldes at turbiner virker bedst ved høje omdrejninger og propeller virker bedst ved lavere omdrejninger. Ofte vejer gearkassen mere end selve turbojetmotor/power turbinen.
Turboskaftmotoren er en turbopropmotor, hvor gearkassen driver noget andet end en flypropel. Dette kan være rotoren på en helikopter, skibsskruen på et krigsskib, bælterne på en Abrams-kampvogn osv.

## Overlydsdrift
Alle de bevægelige dele i en jetmotor kan ikke behandle luft, der bevæger sig med overlydshastighed. Derfor kan overlydsfly justere deres luftindtag, så luften har underlydshastighed, når den når kompressoren.

## Fodnoter
1. ↑  En af Whittles første motorer kunne ikke stoppes før al brændstoffet var fordampet, pga. et utæt brændstofsystem.